# Trolejbusy w Żylinie

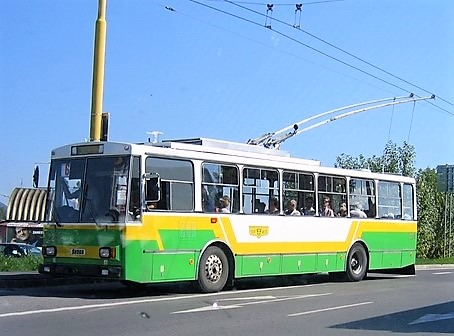
Żyliński trolejbus Škoda 14Tr

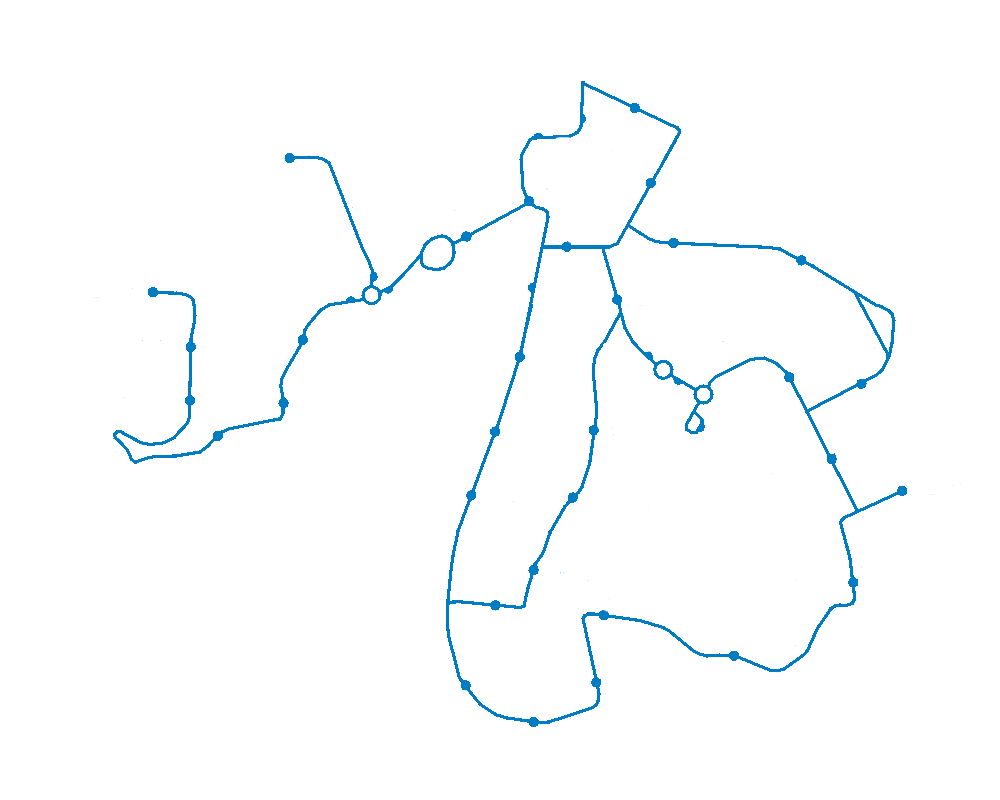
Schemat sieci trolejbusowej w Żylinie w 2007 roku

Trolejbusy w Żylinie – jedna z pięciu słowackich sieci trolejbusowych, znajdująca się w Żylinie. Trolejbusy obsługują 8 linii, w przewozach komunikacji miejskiej ich udział wynosi ok. 75%. Podobnie, jak w przypadku sieci trolejbusowych w Bańskiej Bystrzycy i Koszycach, również w Żylinie sieć trakcyjna jest zasilana prądem stałym o napięciu 750 V. Operatorem sieci jest Dopravný podnik mesta Žiliny.

## Historia
Komunikacja trolejbusowa w Żylinie należy do najmłodszych, początki sięgają roku 1985 - wtedy przygotowano plan budowy sieci trolejbusowej (słow. Nová koncepcia MHD v Žiline na báze elektrickej trakcie). Jednym z założeń było zastąpienie trolejbusami części przewozów autobusowych. W 1988 roku zmieniono trasy i numery linii autobusowych, najpopularniejsze linie miały postać przyszłych linii trolejbusowych. Budowa sieci opóźniała się, między innymi w związku z równoczesną budową sieci trolejbusowej w Bańskiej Bystrzycy (1989).
Po roku 1989 wydawało się, że nie ma szans na sfinansowanie budowy z budżetu państwa. Miasto zdecydowało się finansować prace z własnych środków. Pierwsza linia trolejbusowa, między Vlčincem a Kvačalovą (gdzie znajdowała się zajezdnia), została otwarta 17 listopada 1994 roku. W ciągu 8 lat powstała sieć, która obsługiwała wszystkie duże osiedla (od roku 1998 Hliny i Solinky, od 2002 Hájik). Ostatnim odcinkiem było połączenie Jasenová – Karpatská z 2004 roku, które wyraźnie poprawiło komunikację między osiedlami Vlčince a Solinky oraz umożliwiło obsługę kampusu Velký diel. Z pierwotnych planów nie zrealizowano jedynie linii do Bytčicy.
W 2006 roku przystanki zaczęto wyposażać w tzw. kasselskie krawężniki (czes./słow. kasselský obrubník), znane np. z Cieplic, które umożliwiają zatrzymanie trolejbusu czy autobusu dokładnie przy krawędzi przystanku.

## Tabor
Tabor stanowią trzy modele trolejbusów Škoda: standardowa 14Tr (otrzymano 15 sztuk) oraz przegubowe 15Tr i 15TrM (w sumie 28 sztuk). W 2007 roku wycofano z eksploatacji pierwsze 2 sztuki 14Tr. Malowanie pojazdów (o ile nie mają reklam) stanowią barwy biało-żółto-zielone (są to barwy miejskie Żyliny). Ponieważ w czasie zakupu pierwszych pojazdów (1993), równocześnie produkowane były trolejbusu dla Teheranu, niektóre z żylińskich trolejbusów miały malowanie teherańskie (kilka trolejbusów w tym malowaniu trafiło również do Czeskich Budziejowic).
W 2007 roku Żylina przyjęła używane trolejbusy ze Zlína.
Według stanu na 2008 w Żylinie eksploatowane były następujące typy pojazdów (w sumie 42 sztuki):
| Zdjęcie | Typ        | Modyfikacje i podtypy   |
| ------- | ---------- | ----------------------- |
|         | Škoda 14Tr | Škoda 14Tr              |
|         | Škoda 15Tr | Škoda 15Tr, Škoda 15TrM |